# Ryozo Suzuki
Ryozo Suzuki (n. 16 iulie 1939, Urawa⁠(d), Prefectura Saitama, Japonia) este un fost fotbalist japonez.

## Statistici
| Japonia | Japonia | Japonia |
| An      | Meciuri | Goluri  |
| ------- | ------- | ------- |
| 1961    | 1       | 0       |
| 1962    | 7       | 0       |
| 1963    | 5       | 0       |
| 1964    | 2       | 0       |
| 1965    | 1       | 0       |
| 1966    | 6       | 0       |
| 1967    | 0       | 0       |
| 1968    | 2       | 0       |
| Total   | 24      | 0       |